# Ziegelhütte (Oberbach)
Ziegelhütte ist ein Gemeindeteil des Marktes Wildflecken im unterfränkischen Landkreis Bad Kissingen in Bayern. Ziegelhütte liegt in der Gemarkung Oberbach.

## Geographische Lage
Die Einöde ist von Erhebungen der Hohen Rhön umgeben: Willenstöpfelkuppel (646 m ü. NHN) im Nordwesten, Mittelberg (658 m ü. NHN) im Südwesten und Schindküppel (637 m ü. NHN) im Süden. Ein Anliegerweg führt 250 Meter nördlich zu einer Gemeindeverbindungsstraße, die die Staatsstraße 2289 überbrückend nach Oberbach (1,4 km nordwestlich) bzw. zur Kreisstraße KG 45 führt (0,5 km östlich).

## Geschichte
Mit dem Gemeindeedikt (frühes 19. Jahrhundert) wurde Ziegelhütte der neu gebildeten Ruralgemeinde Oberbach zugewiesen. Im Zuge der Gebietsreform in Bayern wurde Ziegelhütte am 1. Mai 1978 nach Wildflecken eingemeindet.